# Malattia di Dowling-Degos
La malattia di Dowling-Degos è una genodermatosi reticolata pigmentaria a trasmissione autosomica dominante.

## Epidemiologia
Si tratta di una sindrome estremamente rara.

## Eziopatogenesi
La malattia di Dowling-Degos è causata da mutazioni con perdita di funzione del gene KRT5, codificante per la cheratina 5. La variante generalizzata è associata a mutazioni di POFUT1, codificante per la O-fucosiltransferasi 1 e POGLUT1, codificante per la O-glucosiltransferasi 1. Queste mutazioni determinano una ridotta espressione di KRT5 e riducono l'attività di Notch.

## Istologia
Si riscontrano ipercheratosi, cisti cornee e assottigliamento dell'epidermide sovrapapillare. Sottili cordoni epidermici si estendono sino al derma superficiale dall'epidermide e dai follicoli piliferi formando un pattern "a corna di cervo". L'infundibolo può risultare dilatato e può essere presente un infiltrato linfoistiocitico o una reazione lichenoide dermica. La sindrome di Galli-Galli è clinicamente sovrapponibile ma è presente acantosi.

## Clinica
È caratterizzata da una pigmentazione reticolare progressiva e sfigurante a distribuzione flessurale, genitale e perianale associata in modo incostante a lesioni simil-comedoniche al collo, cicatrici acneiformi depresse periorali. Le lesioni compaiono solitamente dopo la pubertà. È stata descritta una forma diffusa che presenta maculo-papule iperpigmentate ed eritematose al collo, torace e addome. Esistono rare varianti ipopigmentate.

## Diagnosi
La diagnosi è clinica.

## Trattamento
Non è disponibile alcun trattamento specifico per questa sindrome.